# Jürgen Koppers
Jürgen Koppers (* 6. August 1941; † 18. Mai 2006) war ein deutscher Tonmeister. 
Er verfügte über mehr als 40 Jahre Berufserfahrung und arbeitete überwiegend mit Künstlern aus Deutschland, aber auch aus den USA, Frankreich, England sowie Italien.
In seiner langjährigen Tätigkeit als Tonmeister entstanden u. a. Produktionen von Giorgio Moroder, Pete Bellotte, Laura Branigan, Donna Summer, Village People, Anne Murray, Engelbert, Eros Ramazzotti, Marius Müller-Westernhagen, Nena, Udo Lindenberg, Pe Werner, Nizza Thobi und Pur.
Seit Sommer 2000 war er auch als Mastering-Engineer tätig und konnte auf eine, wenn auch kurze, doch sehr erfolgreiche Geschichte mit international renommierten Künstlern wie BAP, Sarah Brightman, Lionel Richie u. v. a. zurückblicken.